# Давид Елбюик
Давид Елбюик (на френски: David Hellebuyck) е френски футболист, полузащитник. Играе от 1996 г. до 2000 г. в Олимпик Лион. От 2000 г. до 2001 г. играе в Ан Аван дьо Гинган и ФК Лозан-Спорт. От 2001 г. до 2006 г. играе в АС Сент Етиен. От 2006 г. до средата на 2007 г.играе в Пари Сен Жермен. От лятото на 2007 г. е футболист на ОЖК Ница.